# Výzkumný ústav vodohospodářský T. G. Masaryka
Výzkumný ústav vodohospodářský T. G. Masaryka (zkráceně VÚV TGM) je veřejná výzkumná instituce zřízená Ministerstvem životního prostředí České republiky, která sídlí v Podbabě v městské části Praha 6. Ústav byl založen v prosinci 1919 a během své existence vystřídal řadu názvů. Zabývá se výzkumem vodních ekosystémů, hospodaření s odpady, ochrany vod a protipovodňové prevence.

## Historie
Ústav byl založen 9. prosince 1919 jako Státní ústav hydrologický při Ministerstvu veřejných prací, a jednalo se o jeden z prvních vědeckých ústavů založených v nově vzniklém Československu. Výzkumu se ústav věnoval od roku 1922 a metodicky mu podléhaly hydrografická oddělení zemských úřadů v Praze, Brně, Opavě, Bratislavě a Užhorodu. Z počátku doplňoval roční zprávy o  vzdušných srážkách, vodních stavech a průtocích, a prováděl průzkum podzemních vod a pramenů. Jelikož ústav prováděl kromě hydrologického výzkumu i výzkum hydrotechnický, byl v roce 1925 Ministerstvem veřejných prací zřízen hydrotechnický ústav a o pět let později byly ústavy po souhlasu prezidenta republiky, Tomáše Garrigua Masaryka, přejmenovány na Státní výzkumné ústavy hydrologický a hydrotechnický T. G. Masaryka. Během 20. let bylo rovněž postaveno stávající centrální sídlo ústavu v Podbabě. Stavba započala roku 1927 a byla za účasti prezidenta slavnostně otevřena v roce 1933.
Po druhé světové válce se s důrazem na hydroenergetiku ústav více zabýval hydrologickým a hydraulickým výzkumem. V lednu 1951 byly zákonem č. 261/49 dosavadní ústavy sloučeny ve Výzkumný ústav vodohospodářský (VÚVH). Zároveň došlo ke změně náplně činností instituce, která se nadále věnovala hydrologii povrchových, podzemních a ovzdušných vod. V roce 1968 se dosavadní bratislavská pobočka v rámci federalizace Československa osamostatnila ve Výskumný ústav vodného hospodárstva, a detašovaná pracoviště v Ostravě a Brně získala status poboček VÚVH. V roce 1969 se součástí VÚVH stalo Středisko pro rozvoj vodního hospodářství, s nímž byla o šest let později sloučena rozvojová část Vodohospodářského rozvoje a výstavby. Díky tomu ústav zajišťoval strategické vodohospodářské plánování, státní vodohospodářskou bilanci, práce týkající se vodohospodářských soustav a odbornou podporu státní správy. V roce 1978 dosáhl nejvyššího počtu zaměstnanců, a to 640.
Po tzv. sametové revoluci byl ústav jako jeden z prvních přiřazen pod nově založené Ministerstvo životního prostředí. V rámci částečné privatizace se od VÚVH odloučily ty části, které nadále nebyly nezbytné pro zajišťování výzkumného a informačního zázemí ministerstva a státní správy. Od roku 1990 je součástí názvu opět jméno prvního československého prezidenta T. G. Masaryka.

## Ředitelé ústavu
- 1920–1928 – Ing. Eustach Mölzer
- 1926–1935 – Dr. Ing. Jan Smetana
- 1935–1940 – Dr. Ing. Čeněk Vorel
- 1940–1941 – Ing. František Kovářík
- 1941–1945 – Dr. Ing. Václav Jelen
- 1945–1951 – Ing. František Kovářík
- 1951–1958 – Dr. Ing. Václav Jelen
- 1958–1962 – Ing. Josef Jiroušek
- 1962 – Ing. Juraj Furdík, ředitel pobočky v Bratislavě, krátce zastupujícím ředitelem ústavu
- 1962–1970 – Ing. Josef Slabý
- 1970–1976 – Ing. František Krýcha
- 1976–1984 – Ing. Miloslav Boháč
- 1985–1990 – Ing. Václav Matoušek, DrSc.
- 1990–1997 – RNDr. Pavel Punčochář, CSc.
- 1997–2001 – Ing. Václav Vučka, CSc.
- 2001–2006 – Ing. Lubomír Petružela, CSc.
- 2007–2017 – Mgr. Mark Rieder
- 2018–2022 – Ing. Tomáš Urban[3]
- od 2023 – Ing. Tomáš Fojtík[4]